# Nadja

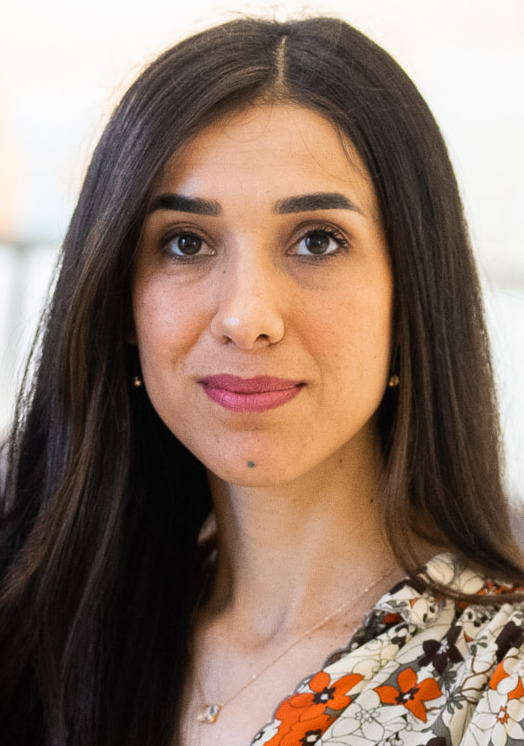
Nadia Murad, 2023.

Nadja,  eller Nadia, är ett kvinnonamn med ryskt ursprung. 
Det är en förkortad form av Nadezjda som betyder "hopp". Nadja har använts i Sverige sedan slutet av 1800-talet men inte nått någon popularitet förrän de sista decennierna på 1900-talet. Den franska stavningen Nadia används av ungefär 40% av bärarna.
Den 31 december 2005 fanns det totalt 4 029 personer i Sverige med förnamnet Nadja/Nadia, varav 3 227 hade det som tilltalsnamn. År 2003 fick 85 flickor namnet, varav 68 fick det som tilltalsnamn.
Namnsdag: i Sverige 8 april  (sedan 2001; 1993-2000: 15 november). I den finlandssvenska namnsdagslängden har Nadja namnsdag 9 augusti sedan 2015.

## Personer med namnet Nadja/Nadia
- Nadja Casadei, friidrottare
- Nadia Comaneci, rumänsk gymnast
- Nadia Bjorlin, amerikansk skådespelerska
- Nadia Boulanger, fransk tonsättare och musikpedagog
- Nadja Hjärne, dansös och sångerska
- Nadja Mirmiran, skådespelerska
- Nadia Murad, yazidisk människorättsaktivist, mottagare av Nobels fredspris 2018
- Nadja Petersen, sprinter
- Nadia Petrova, rysk tennisspelare
- Nadia Styger, schweizisk alpin skidåkare
- Nadja Uhl, tysk skådespelerska
- Nadja Weiss, skådespelerska

## Fiktiva figurer med namnet Nadja/Nadia
- Nadja Nilsson, Bert-serien, violinist och Berts flickvän tidigt i berättelserna.